# Filip Dylewicz
Filip Dylewicz (ur. 25 stycznia 1980 w Bydgoszczy) – polski koszykarz, występujący na pozycji silnego skrzydłowego, reprezentant kraju, siedmiokrotny mistrz kraju.
Wychowanek Astorii Bydgoszcz. W 1997 trafił do Trefla Sopot, gdzie z krótką przerwą (wypożyczenie w sezonie 2002/03 do Old Spice Pruszków) grał do sezonu 2008/2009. Z drużyną z Sopotu pięciokrotnie zdobywał tytuł Mistrza Polski. Od 2004 roku regularnie występuje w kadrze narodowej. Pod koniec 2004 przed Euroligowym meczem z Olympiakosem Pireus został zawieszony przez władze Euroligi na 3 miesiące po wykryciu w jego organizmie niedozwolonych środków.
W lipcu 2009 podpisał kontrakt z włoskim klubem Air Avellino. Po roku gry na Półwyspie Apenińskim wrócił do Polski i podpisał umowę z Treflem Sopot. Od 2013 do 2016 roku zawodnik PGE Turowa Zgorzelec.
8 sierpnia 2016 związał się po raz kolejny w karierze z zespołem Trefla Sopot. 1 sierpnia 2018 podpisał po raz kolejny w karierze umowę z gdyńskim klubem, który zmienił nazwę z Asseco na Arka.
13 września 2019 podpisał kontrakt z I-ligowym zespołem Timeout Polonia 1912 Leszno. 14 listopada powrócił do Ekstraklasy, wiążąc się jednorocznym kontraktem z BM Slam Stalą Ostrów Wielkopolski.
3 lipca 2020 po raz kolejny w karierze zawarł umowę z Asseco Arką Gdynia.
3 lipca 2022 roku po meczu Niemcy – Polska w eliminacjach MŚ 2023 w koszykówce w studiu TVP Filip Dylewicz ogłosił zakończenie kariery.
5 listopada 2022 roku podczas 40. derbów Trójmiasta rozgrywanych pomiędzy Suzuki Arką Gdynia a Treflem Sopot miało miejsce oficjalne zakończenie kariery Filipa Dylewicza.
Filip Dylewicz jest samodzielnym rekordzistą pod względem liczby występów na poziomie Energi Basket Ligi. 13 kwietnia 2022 roku Filip Dylewicz rozegrał swój ostatni mecz w karierze pomiędzy Asseco Arką Gdynia a Argedem Bm Stal Ostrów Wlkp. Mecz ten sprawił, że jego licznik zatrzymał się na 708 spotkaniach. W styczniu 2021 roku wyprzedził pod tym względem Dariusza Parzeńskiego (672 występy).
Ma córkę.
Jego postać znajduje się w grze NBA 2K16.

## Osiągnięcia
Stan na 8 marca 2022, na podstawie, o ile nie zaznaczono inaczej.

### Klubowe
Drużynowe
- 7-krotny mistrz Polski (2004–2009, 2014)
- 3-krotny wicemistrz Polski (2002, 2012, 2015)
- Brązowy medalista mistrzostw Polski (2001, 2019[14])
- Zdobywca:
  - Superpucharu Polski (2001, 2012, 2014)
  - Pucharu Polski (2000, 2001, 2006, 2008, 2012, 2013)
- Finalista:
  - Superpucharu Polski (2000, 2007)
  - Pucharu Polski (2007, 2009, 2014)
- 3-krotny mistrz Polski juniorów starszych (1998, 1999, 2000)[15]
- Uczestnik rozgrywek:
  - Euroligi (2004–2009)
  - ULEB Cup/Eurocup (2003/2004, 2012/2013)
  - Pucharu Koracia (2000/2001, 2001/2002)

Indywidualne
- MVP:
  - finałów mistrzostw Polski (2008, 2014)
  - kolejki TBL (23 – 2015/16)[16]
- Najlepszy Polski Zawodnik Sezonu (2011)[17]
- Laureat nagrody – Najbardziej wytrwały zawodnik EBL (2021)[18]
- Uczestnik meczu gwiazd:
  - PLK (2008, 2009, 2011, 2012)
  - PLK vs NBL (2013)
  - reprezentacja Polski vs gwiazdy PLK (2004 – powołany, nie wystąpił, 2009)
- Zaliczony do:
  - I składu:
    - PLK:
      - oficjalnego (2008, 2011, 2013)
      - według dziennikarzy (2011, 2012, 2014)[19]

    - kolejki EBL (24 – 2021/2022)[20]

  - II składu PLK (2013 przez dziennikarzy)[19]
  - III składu TBL (2016 przez dziennikarzy)[21]
- Lider strzelców mistrzostw Polski juniorów starszych (1999)[15]

### Reprezentacja
- Uczestnik:
  - mistrzostw Europy (2007 – 13. miejsce)
  - kwalifikacji do mistrzostw Europy:
    - 2003, 2005, 2007, 2011
    - U–20 (2000)
    - U–18 (1998)

## Statystyki
| Kariera | Kariera                               | Średnio na mecz (PLK) | Średnio na mecz (PLK) | Średnio na mecz (PLK) |
| Sezon   | Klub                                  | pkt                   | zb                    | as                    |
| ------- | ------------------------------------- | --------------------- | --------------------- | --------------------- |
| 1996/97 | Astoria Bydgoszcz                     | b.d.                  | b.d.                  | b.d.                  |
| 1997/98 | Trefl Sopot                           | b.d.                  | b.d.                  | b.d.                  |
| 1998/99 | Trefl Sopot                           | b.d.                  | b.d.                  | b.d.                  |
| 1999/00 | Prokom Trefl Sopot                    | b.d.                  | b.d.                  | b.d.                  |
| 2000/01 | Prokom Trefl Sopot                    | b.d.                  | b.d.                  | b.d.                  |
| 2001/02 | Prokom Trefl Sopot                    | 5,7                   | 3,5                   | 0,8                   |
| 2002/03 | Prokom Trefl Sopot/Old Spice Pruszków | 8,7                   | 5,1                   | 1,3                   |
| 2003/04 | Prokom Trefl Sopot                    | 5,8                   | 3,2                   | 0,5                   |
| 2004/05 | Prokom Trefl Sopot                    | 9,4                   | 5,1                   | 1,3                   |
| 2005/06 | Prokom Trefl Sopot                    | 7,1                   | 5,1                   | 1,5                   |
| 2006/07 | Prokom Trefl Sopot                    | 6,7                   | 4,8                   | 1,6                   |

| Sukcesy | Sukcesy                     | Sukcesy            |
| Rok     |                             | Klub               |
| ------- | --------------------------- | ------------------ |
| 1998    | Mistrz Polski Juniorów      | Trefl Sopot        |
| 2000    | Puchar Polski               | Prokom Trefl Sopot |
| 2001    | Puchar Polski               | Prokom Trefl Sopot |
| 2004    | Mistrz Polski               | Prokom Trefl Sopot |
| 2005    | Mistrz Polski               | Prokom Trefl Sopot |
| 2006    | Mistrz Polski Puchar Polski | Prokom Trefl Sopot |
| 2007    | Mistrz Polski               | Prokom Trefl Sopot |
| 2008    | Mistrz Polski – MVP Playoff | Prokom Trefl Sopot |

| Rekordy PLK | Rekordy PLK | Rekordy PLK          | Rekordy PLK           |
|             | liczba      | data                 | przeciwnik            |
| ----------- | ----------- | -------------------- | --------------------- |
| Punkty      | 29          | 12 maja 2005         | Anwil Włocławek       |
| Zbiórki     | 19          | 29 października 2006 | Polonia SPEC Warszawa |
| Asysty      | 8           | 16 października 2005 | Anwil Włocławek       |